# Glòria Bulbena i Reig
Glòria Bulbena i Reig   (Barcelona, 29 de setembre de 1891 - Barcelona, 3 de maig de 1984) fou una activista cultural catalana i escriptora memorialista.

## Biografia
Era filla d'Artur Bulbena i Tusell i de Josepa Reig i Vilardell (filla del fabricant tèxtil Josep Reig i Bonet), ambdós a Barcelona. Casada amb Heribert J. Salas, varen ser pares de Glòria Salas i Bulbena, fotògrafa.
Provenia de la burgesia i al 1915 havia fundat a París, amb Magdalena du Bell, l'Orfenat Belan i també va crear, a Barcelona, juntament amb Pilar Arnús, una guarderia per a fills i filles de dones treballadores.
Era membre, entre moltes altres associacions, del Club de la Poesia, de l'Associació Protectora de l'Ensenyança Catalana i de l'Institut Cultural de la Dona, on fou vicepresidenta de la secció de Relació i Treball.
Va ser presidenta de la secció dels Esports de Muntanya dins del Centre Excursionista de Catalunya. Va ser una de les fundadores de l'Associació Amics dels Museus i del Conferentia Club, i també formà part de la Lliga Protectora d'Animals i Plantes. El 1936 va fugir a Gènova i s'establí a Algesires i a Sevilla, on va fer d'infermera. El 1939 va retornar a Barcelona.
Va escriure unes memòries, Barcelona, trossos de vida i records de l'ahir.